# Mano Dayak
Mano Dayak (1949 - 15 de dezembro de 1995) foi um guerreiro, líder e negociador da liberdade dos tuaregues. Ele liderou a Rebelião Tuaregue na região de Ténéré, no norte do Níger durante a década de 1990. Nasceu no vale de Tiden, nas montanhas de Aïr  (não muito longe de Agadéz) em 1949. Morreu em um acidente aéreo a 15 de dezembro de 1995, quando o avião em que estava decolou e explodiu logo em seguida. O fato chegou a provocar algumas especulações de que não havia acontecido um acidente, e sim uma sabotagem.

## Vida e Carreira
Nasceu Manu Dayak em 1949 no Vale de Tiden, próximo da cidade de Agadéz no Centro-Norte do Níger. Pertenceu ele a uma tribo dos ifogas e mais tarde foi para a cidade cidade de Agadéz. Aos dez anos, seguiu relutantemente os cursos da escola francesa Nômade Azzel, forçado pela administração francesa. Mas ele pegou gosto pela escola e continuou sua educação na faculdade de Agadéz antes de partir para trabalhar em Niamei, capital do Níger. Com vinte anos de idade ele viajou para os Estados Unidos para estudar na cidade de Nova Iorque e em Indiana, começou a trabalhar em paralelo com o estudo. Em 1973, viajou para Paris e estudou no Instituto de Pós-Graduação em Estudos Técnicos, Antropológicos e Culturais do Mundo Oriental, casou-se com Odile, que deu à luz dois filhos, "Mawley" e "Madani". Ele retornou ao Níger onde trabalhou como guia turístico no deserto com uma agência de viagens francesa e, em seguida, criou sua própria agência, a "Timet Asfar", que se tornou famosa na região de Agadéz. Participou do Rali Paris-Dakar e se aproximou de Thierry Sabine e do diretor de cinema Bernardo Bertolucci, famoso por dirigir o filme  O céu que nos protege (1990). Como líder do CRA (Coordenação Resistência Armada), torna-se um dos principais líderes da rebelião tuaregue dos anos 1990, assim como Attaher Abdoulmomin chefe do Frente de Libertação no Norte Niger, Rhissa Ag Boula o FLAA (Frente de Libertação Azawak) e Mohamed Anako da UFRA (União das Forças de Resistência).

## Morte
Em 15 de dezembro de 1995, no âmbito das negociações com o presidente nigeriano Mahamane Ousmane, Mano Dayak estava a bordo de um avião com proteção e garantia do governo francês. Ele foi acompanhado pelo jornalista francês Hubert Lassier e de dois sequestradores; Hamed Ahmed al-Khali e Jeha Willy Weil. O avião explodiu depois de decolar e todos os passageiros morreram a bordo. Este trágico incidente tornou-o uma lenda imortal, foi depois de um momento que o mundo tomou conhecimento da tragédia que vitimou o guerreiro e líder Tuaregue. Em 1996, Tariqi 'Asagid' fez um traje especial tuaregue conhecido como Manu, o que passou a ser o apelido de Mano Dayak depois daquele tempo. Além de se tornar símbolo internacional, um aeroporto – em uma cidade do Níger, leva o nome de Mano Dayak.

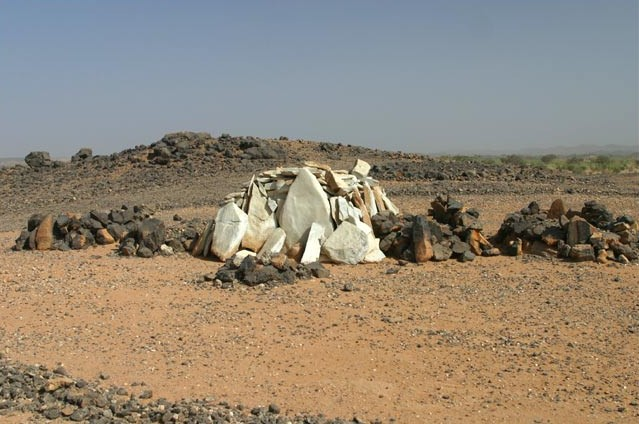
A Sepultura de Mano Dayak no Deserto do Saara - Foto de 2004

O grupo Musical Tinariwen, lançou um álbum nominado Aman Ali em 13 de março de 2007. As virtudes e a luta do líder Manu foram recordadas em uma canção do grupo; Mano Dayak foi a faixa principal do disco.